# أندرياس كوفمان (لاعب كرة قدم)
أندرياس كوفمان (بالألمانية: Andreas Kaufmann)‏ (6 أكتوبر 1973 بكونستانس في ألمانيا - ) هو لاعب كرة قدم ألماني في مركز الدفاع. لعب مع نادي فرايبورغ وSC Freiburg II ‏.

## وصلات خارجية
- أندرياس كوفمان على موقع قاعدة بيانات كرة القدم.إي يو (الإنجليزية)
- أندرياس كوفمان على موقع بيانات كرة القدم. دي إي (الألمانية)
- أندرياس كوفمان على موقع عالم كرة القدم.نت (الإنجليزية)